# Manoel do Rêgo Macedo
Manoel do Rêgo Macedo ( – Petrópolis, 14 de abril de 1878) foi um médico brasileiro.
Doutorado em medicina pela Faculdade de Medicina da Bahia. Foi eleito membro titular da Academia Nacional de Medicina em 1859.